# Burg Altnußberg
Die Burg Altnußberg, früher nur Nussberg genannt, ist die Ruine einer Spornburg auf dem 660 m ü. NHN hohen Schlossberg nordwestlich des Ortes Altnußberg in der Gemeinde Geiersthal im Landkreis Regen in Bayern. Heute ist die Stelle als Baudenkmal D-2-76-122-10 „Burgruine Altnußberg, Mauerreste, Bruchstein, letztes Viertel 12. Jahrhundert, aufgehendes Mauerwerk in den 1980er Jahren rekonstruiert“, sowie als Bodendenkmal D-2-6943-0001 „Archäologische Befunde des Mittelalters im Bereich der abgegangenen Burg Altnußberg“ vom Bayerischen Landesamt für Denkmalpflege erfasst.

## Geschichte
Über die frühe Geschichte der Burg Nussberg liegen noch keine genauen Erkenntnisse vor, sicher ist nur, dass sie Sitz der 1125 erstmals genannten Herren von Nussbach war. Diese waren Ministerialen der Grafen von Bogen und benannten sich nach ihrer Hofstatt im Ort Nussbach, dem heutigen Altnussberg. Ab dem Jahr 1194 änderte die Ministerialenfamilie ihren Namen von Nussbach in Nussberg, mit hoher Wahrscheinlichkeit hing die Namensänderung mit der Erbauung der Höhenburg zwischen 1174 und 1194 und dem Umzug der Familie auf die Burg Nussberg zusammen. Erst ein halbes Jahrhundert später, im Jahr 1255, wurde die Burg Nussberg erstmals selbst in Urkunden erwähnt.
Die Burg wurde später an die Herren von Degenberg verkauft, 1310 verließ Konrad von Nußberg die Burg und erbaute die Burg Neunußberg. Während des Aufstandes der Bayerwaldritter 1468 bis 1469 gegen die Politik von Herzog Albrecht IV. von Bayern, des sogenannten Böcklerkriegs, war Hans von Degenberg einer der Anführer des Böcklerbundes. Deshalb wurde die Burg nach Übergabe durch den Burghauptmann Ratzko von Rayol in Brand gesteckt und geschleift. Ab 1983 wurde die Burg zum Teil wieder aufgebaut.

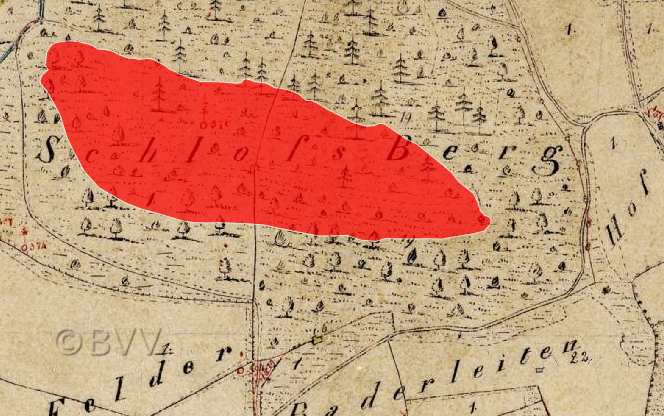
Lageplan von Burg Altnußberg auf dem Urkataster von Bayern

## Heutige Nutzung
Heute dient der Bergfried als Aussichtsturm. Im Museumsgebäude in unmittelbarer Nähe der Burgruine werden die Funde der Ausgrabungen ausgestellt, z. B. Waffen, Schmuck, Hausrat und Geräte aus dem 13. bis 15. Jahrhundert. Die Burgschänke ist von Ostern bis Ende Oktober geöffnet und das Standesamt von Geiersthal bietet auf Wunsch Trauungen im Museumsgebäude an.

## Beschreibung
Die große Burganlage zeigt nach Ausgrabungen und teilweisem Wiederaufbau den vollständig wieder hergestellten 22 Meter hohen fünfeckigen Bergfried auf einer Grundfläche von 7 mal 7,5 Metern und einer Mauerstärke von 1,5 Metern, die Grundmauern der gesamten Burganlage mit einer 1,5 Meter starken Ringmauer, die Ruinen von Bastionen und Wohnbauten, Wirtschaftsgebäuden sowie die Burgkapelle und eine Zisterne. Weiter sind die Reste des ältesten Burgteils (Vorgängerburg) mit Burghof zu sehen.